# Reprodutor de DVD
Esta página é sobre o dispositivo utilizado para reproduzir DVD.

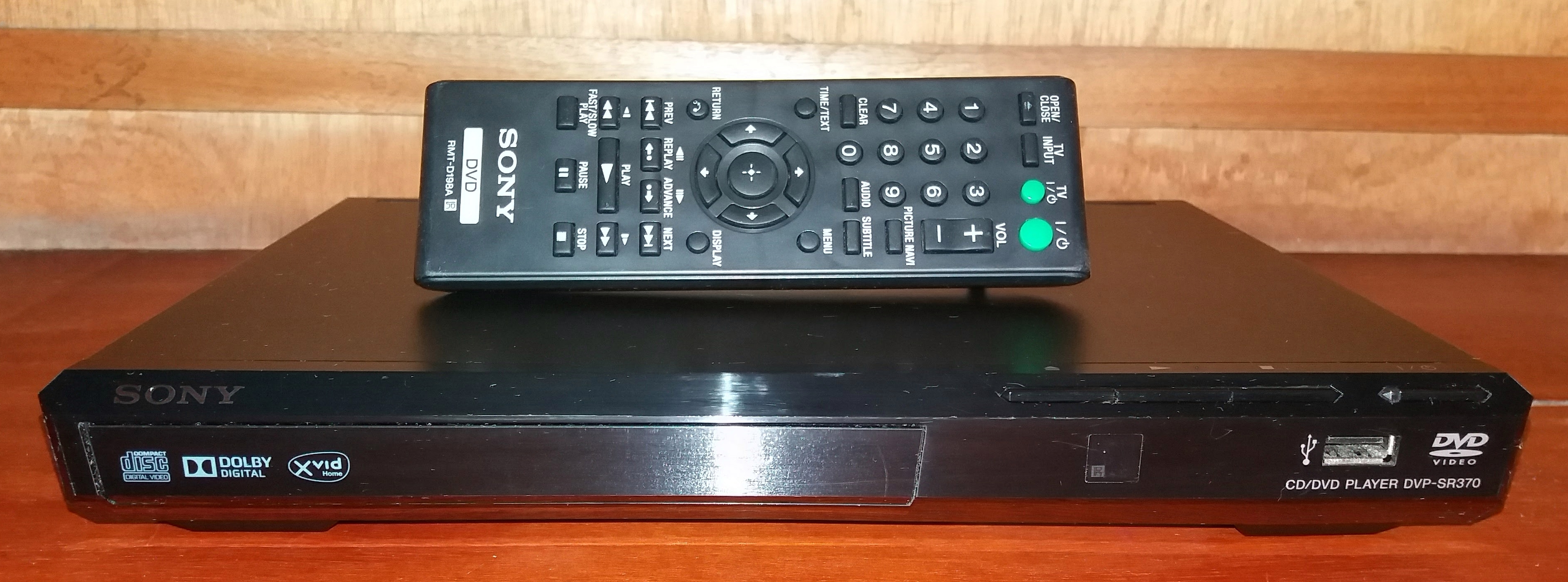
Reprodutor de DVD da marca Sony

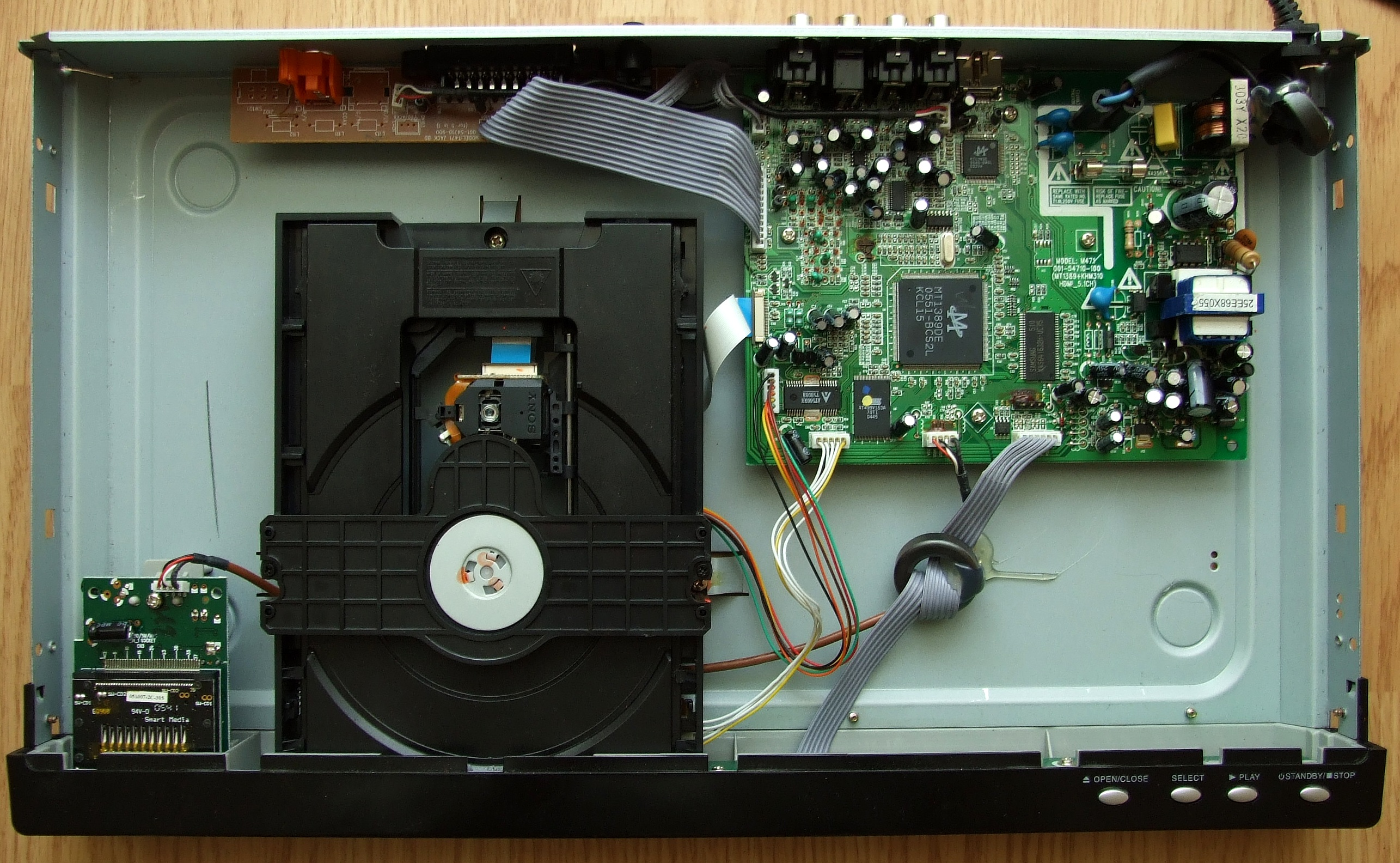
Interior de um reprodutor de DVD

Um reprodutor de DVD ou leitor de DVD é um dispositivo para reproduzir discos produzidos sob o padrão DVD Video e também o disco Blu-ray. A maioria dos reprodutores requer uma conexão com uma televisão, já alguns possuem um monitor LCD acoplado.
Um reprodutor de DVD precisa completar estas tarefas:
- ler um disco de DVD em formato ISO - UDF versão 1.2;
- opcionalmente decodificar os dados com CSS e/ou Macrovision;
- decodificar o vídeo em MPEG-2 com um máximo de 10 mbit/s ou 8 mbit/s contínuo;
- decodificar o som em MP2, PCM ou AC-3 e apresentar saída para uma conexão estéreo (RCA), óptica ou digital;
- apresentar um sinal de saída em vídeo, em formato analógico (PAL, SECAM ou NTSC) nos conectores composto, S-Video ou componente, ou em formato digital nos conectores DVI ou HDMI.

A maioria dos reprodutores de DVD também permitem que o usuário reproduza CD de áudio (CDDA, MP3 etc.) e VCD e incluem um decodificador para home theater (como Dolby Digital, DTS). Alguns dispositivos mais novos também reproduzem vídeos no formato de compressão de vídeo MPEG-4 ASP (DivX), popular na Internet.
Em 2005, o preço de venda desses aparelhos, dependendo de seus recursos opcionais (como saída de som ou vídeo digital), estão entre US$ 30,00 a US$ 80,00, geralmente mais baratos que videocassetes.

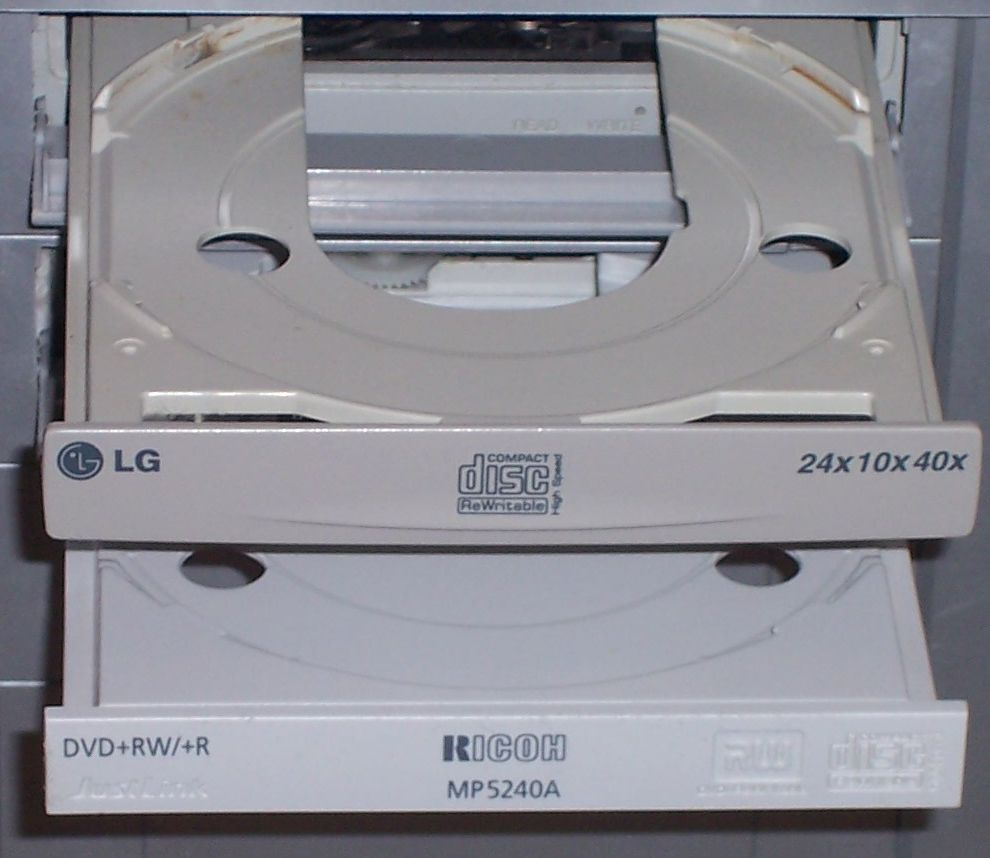
Os softwares que reproduzem DVD necessitam de um drive de DVD como os da imagem

O maior produtor de reprodutores de DVD é a China. Em 2002, eles produziram 30 milhões de unidades, mais de 70% da produção mundial. Esses produtores têm de pagar cerca de US$ 20,00 por reprodutor em taxas de licenciamento, aos donos da patente da tecnologia de DVD (Sony, Philips, Toshiba e Time Warner), assim como as licenças para o formato MPEG-2. Para evitar essas taxas, a China desenvolveu o padrão EVD como o suposto sucessor do DVD, mas até 2004, esses novos reprodutores estavam à venda somente na China.

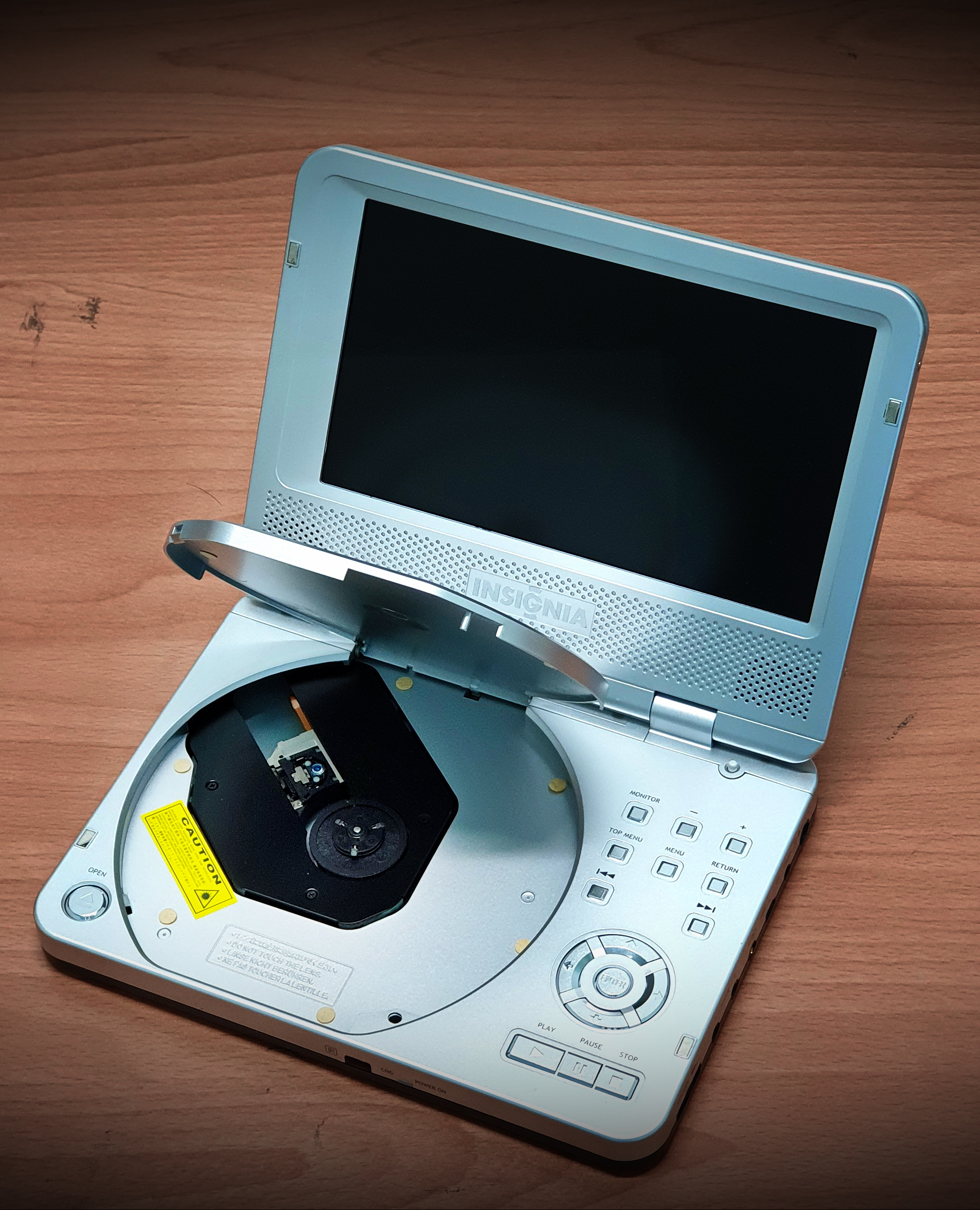
Reprodutor de DVD portátil.

Existem também os softwares reprodutores de DVD, que permitem que usuários assistam os vídeos num computador com um drive de DVD-ROM. Alguns exemplos incluem o VLC media player e MPlayer (ambos software livre), assim como o WinDVD, PowerDVD e DVD Player (Apple).

## Sucessores
Há dois sucessores para o reprodutor de DVD: o reprodutor de HD DVD e o reprodutor de Blu-ray Disc. O formato dominante em termos de mercado é o Blu-ray Disc.